# School Ties
School Ties —conocida en España como Colegio privado y en Hispanoamérica como Código de honor— es un filme estadounidense de 1992, protagonizado por Brendan Fraser, Matt Damon, Chris O'Donnell, Ben Affleck, entre otros. La historia nos lleva al año 1956, donde un chico judío de origen humilde llega a una escuela privada, encontrando problemas de distinta índole por su religión.

## Argumento
David Greene (Brendan Fraser) es un adolescente de clase media que ha conseguido una beca para estudiar en la Escuela Privada San Mateo. Todo se debe a su gran capacidad física para la práctica del fútbol americano. Esta es una escuela religiosa católica, cuya disciplina y justicia es impartida por un Código de Honor hecho por la misma escuela, ejecutado por los propios alumnos, quienes se juzgaran a sí mismos en caso de falta, para que luego un líder de grupo le diga a los directivos las decisiones.
Sus compañeros de cuarto, quienes serán sus mejores amigos en la escuela están muy contentos con él ya que a la escuela no le ha ido bien en el fútbol americano, otros colegios le vienen ganando. Con la llegada de David, él se alza como la estrella y figura del equipo, que empieza a ganar pronto generando una gran satisfacción en todo el colegio, tanto por sus compañeros, como sus directivos. Además Greene comparte momentos divertidos como la dureza de un estricto profesor de francés que se ensaña con su grupo. También el joven despierta la atracción de Sally Wheeler (Amy Locane), una bella joven que es del interés de Charlie Dillon (Matt Damon), uno de sus amigos. Esto generará los celos de éste.
Hasta que un día se descubre el secreto que cuidadosamente guardaba David: Que era judío, y sus amigos, en su gran mayoría, eran extremadamente antisemitas, haciendo chistes despectivos sobre ellos. Los padres de David además se molestaron porque este faltó a las festividades judías por el fútbol. Charlie, celoso de él, usará eso para volver en su contra a todo el grupo de chicos siendo David rechazado y hasta a veces ridiculizado por su religión, lo que provoca que también Sally se aleje de él.
En un examen importante Charlie hace trampa y es visto por David y Mcgreen. El profesor descubre el papel de trampa y usando el código de honor todos los muchachos deberán juzgarse entre ellos para que el culpable se rebele, caso contrario, serán reprobados todos. Mientras los demás se acusan unos a otros David encara a Charlie, sabiendo que fue el y a regañadientes lo convence de confesar su culpa ante los alumnos. Sin embargo enfrente de todos, Charlie dice que el culpable fue David y todos parecen convencidos de eso, esto último porque este es judío y según ellos no es un tipo de fiar. A pesar de que algunos como Chris y Jack realmente tienen dudas, entre todos deciden que David es quien deberá ser el culpable. Desilusionado, éste va a la oficina de los directivos y hace la confesión. Sin embargo, Mcgreen también está allí y le dice a los directivos que no fue él y sí fue Charlie. La acción de David hace que los directivos le perdonan el hecho de no delatar a Charlie, estos le piden que siga en la escuela ya que lo ven como un modelo, pero este decide retirarse de la misma, finalmente Charlie es expulsado de la escuela.

## Reparto
- Brendan Fraser como David Greene
- Cole Hauser como Jack Connors
- Matt Damon como Charlie Dillon
- Chris O'Donnell como Chris Reece
- Randall Batinkoff como Rip Van Kelt
- Andrew Lowery como  McGivern
- Ben Affleck como Chesty Smith
- Anthony Rapp como McGoo
- Amy Locane como Sally Wheeler